# Auguste Ludovic Corbierre
Auguste Ludovic Corbierre (15 juillet 1876 à Rennes - 11 mars 1930 à Paris) est un prêtre, sculpteur et médailleur français. Expert en sigillographie, il est auteur et historien.

## Biographie
Né à Rennes le 15 juillet 1876, il est le fils unique de Auguste Paul François Corbierre négociant en draps, rouenneries et nouveautés à Rennes, et de Fanny Héloise Fossier, son épouse. 
Formé au séminaire de Abbaye Saint-Maur de Glanfeuil, il est dispensé de service militaire comme fils unique de septuagénaire. En 1898 il est réformé par la commission spéciale de Saint-Brieuc.
En 1908, il devient membre de la Société nationale des antiquaires de France.
Historien et spécialiste en sigillographie, en 1910, il crée la Société internationale de sigillographie et dirige la Revue internationale de sigillographie.
Il est l'éditeur des lettres de Mabillon.
Il est membre de la Société historique du 6e arrondissement de Paris de 1908 à sa mort.
En juin 1911, il participe au congrès du Millénaire normand à Rouen.
En 1911-1912, il est élève de l'École pratique des hautes études.
Il habite successivement 7 rue Cassette, lieu de diffusion de sa statue de Jeanne d'Arc, puis, en 1919, 7 rue Coëtlogon.
Il décède à l'hôpital de la Charité, 47 rue Jacob, le 11 mars 1930 (son acte de décès porte une date de naissance erronée). Il est à cette époque directeur de la librairie Saint-Simon, rue Jacob, qui fait paraître l'annuaire officiel du clergé français.

## Médailles
Après la Première Guerre mondiale, il est l'auteur de :
- Souvenons nous des soldats morts au champ d'honneur 1914-1919 sur l'avers, (différents modèles) diamètre 50 mm. France, USA, Bretagne, ville de Meaux, ville de Paris, Rouen[5] sur le revers
- d'une série sur les villes de France armoriées sur l'avers et portant une création glorifiant la paix sur le revers (Adoremus pax) :
  - Albertville
  - Lille
  - Metz
  - Paris
  - Toulouse

- ainsi que d'une autre série sur différents pays :
  - États-Unis
  - Belgique
  - Argentine
  - Équateur

Il est aussi auteur de médailles religieuses, d'un format de 22 mm :
- Jeanne d'Arc[6]
- Saint Marcel
- Saint Joseph
- Antoine le Grand
- Saint François d'Assise

Signe A.J. Corbierre, les médailles portent 3 types de signature, le nom en entier (lettres majuscules) ou le monogramme (droit ou inversé).
- 1909 : médaille de la béatification de Jeanne d'Arc
- 1920 : médaille de la canonisation de Jeanne d'Arc

## Statues

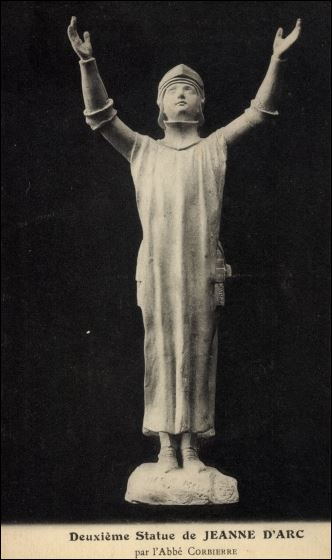
2e modèle.

- Statue de Jeanne d'Arc pour l'Institut catholique de Paris[7] en bronze ou albâtre en 3 tailles. Un exemplaire d'un modèle en marbre se trouve dans la basilique de Montréal à gauche du sanctuaire, don de l'union nationale française en 1920 pour la canonisation [8]. Un exemplaire du deuxième modèle en plâtre peint, variante les bras ouverts et levés se trouve dans les Landes à Estigarde (église paroissiale Saint-Laurent)[9]
- Statue de Saint Benoit[10]. Offerte à Saint-Germain-des-Prés pour le bicentenaire de la mort de Mabillon (1907). Un exemplaire à Cluny offert par Monseigneur Villard pour le millénaire (1910).